# Hearthstone: Heroes of Warcraft
Hearthstone: Heroes of Warcraft är ett digitalt samlarkortspel utvecklat av Blizzard Entertainment. Spelet tillkännagavs i mars 2013 på Penny Arcade Expo. Den öppna betatestfasen inleddes i januari 2014 och spelet släpptes till Microsoft Windows och Mac i mars samma år.. En ipadversion lanserades i april 2014,  och spelet är även tillgängligt på Androidsurfplattor sedan 15 december 2014, medan versioner till androidtelefoner och iPhones släpptes 14 april 2015.   Sedan november 2018 har Hearthstone mer än 70 miljoner spelkonton registrerade över hela världen.

## Spelbeskrivning
Hearthstone är ett samlarkortsspel som kretsar kring turbaserade matcher mellan två motståndare. Matcherna spelas genom Blizzards Battle.net-plattform. Spelarna börjar spelet med en samling grundläggande kort men kan på olika sätt erhålla mer sällsynta och mer kraftfulla kort 
Hearthstone äger rum i Warcraftvärlden och alla spelets karaktärer, kort och platser är hämtade från de tidigare spelen i Warcraft-serien.
Trots att det är ett samlarkortspel kan man ej byta kort med varandra.

### Matcher
Varje Hearthstonematch är en 1-mot-1-match mellan två motståndare. Spelet är turbaserat och spelarna använder sina respektive turer till att spela kort från handen, vilket till exempel kan vara att frammana trollformler, utrusta sig med ett vapen eller att kalla fram undersåtar som strider åt spelaren. Spelet kan ske mellan två mänskliga motståndare eller mellan en mänsklig spelare och en datorstyrd motståndare.
När en match börjar har varje hjälte 30 hälsopoäng. Om denna siffra går ner till (eller under) noll, förstörs hjälten och den spelare som styr denna hjälte förlorar.
En match avslutas när en eller båda spelarna når noll i hälsa eller när någon ger upp. Att fullfölja en match ger varje spelare erfarenhetspoäng; att vinna ger ytterligare erfarenhetspoäng.

### Kort
Kort utgör det huvudsakliga innehållet i Hearthstone. Dessa representerar de förmågor, karaktärer och effekter som varje spelare kan använda under en match. Det finns över 5 000 kort att samla på sig i spelet, och fler lanseras löpande genom olika expansionspaket. Den första expansionen, Curse of Naxxramas, lade till totalt 30 nya kort till spelet.
Spelaren samlar på sig kort i huvudsak genom att öppna paket i spelet. Korten har fem olika raritetstyper, legendariska, episka, ovanliga, vanliga och gratis. Legendariska kort är ovanligast och ger fördelar som kort av de andra rariteterna inte ger. 
I de flesta spellägen kan spelaren fritt skapa sin egen kortlek innehållande 30 kort från spelarens samling. Varje lek kan endast innehålla två likadana kort, och endast en av varje legendariskt kort. Arenaläget har inga sådana begränsningar, utan kräver istället att spelaren skapar en ny lek utifrån ett slumpmässigt urval av kort. Oavsett hur leken skapas, är en balanserad och klokt uttänkt kortlek av yttersta vikt ur strategisk synvinkel, eftersom ens lek avgör vilka kort man har tillgång till under en match.

### Kortbaksidor
Eftersom "Hearthstone: Heroes of Warcraft" är ett 'kortspel' så kan spelaren välja mellan olika kortbaksidor. Det finns kortbaksidor för spelare som har nått ranken 'Legend' vilket är spelets högsta rank.

### Spellägen
Det finns sju spellägen i Hearthstone:
- I Övningsläget spelar man mot en datorstyrd motståndare kallad Värdshusvärden.
- I Spelläget matchas mänskliga motståndare med liknande färdighet mot varandra. Spelarna kan välja att spela orankade (”casual”) eller rankade matcher. Spelarna kan också välja mellan tre olika typer av regler för vilka kort de kan spela inom spelläget. I standard kan man spela med så kallade core-kort och korten från de senaste två årens expansioner. I det vilda ("Wild") spelläget tas den här begränsningen bort och spelaren kan fritt blanda kort från alla expansioner. Det sista formatet, twist, har varierande regler som uppdateras återkommande.[9]
- Arenaläget kostar guld eller riktiga pengar att spela, och låter spelaren skapa en lek med 30 kort genom att välja ett av tre slumpmässiga kort i taget.
- Dueller, även kallade ”vänskapsmatcher” (”Friendly play”), möjliggör för spelare att utmana spelare på deras vänlista i orankade matcher. Dueller ger inga särskilda belöningar.
- Äventyrsläget är ett enpersonsspelläge där spelaren försöker besegra särskilt svåra datorstyrda motståndare, i syfte att låsa upp nya kort.
- Tavern Brawl (svenska: Slagsmål i Tavernan) är ett spelläge som förser spelaren med speciella regler och mekaniker som skiljer sig från vad spelaren är van vid, och som vanligtvis inte kan hittas i något av spelets övriga spellägen.
- Battlegrounds (svenska: Slagfält) är ett spelläge där åtta spelare tävlar mot varandra i en slags turnering, där spelarna matchas slumpmässigt mot varandra till varje match. Mellan matcherna rekryteras kort i ett särskilt system av en bartender. I matcherna slåss de spelade korten mot varandra automatiskt. Målet är att ha spelade kort kvar på slagfältet i slutet av matchen och därmed skada den andra spelarens hjälte, som dör och åker ut ur turneringen när dess liv är slut. Spelet fortgår till det bara är en spelare kvar. De som kommer i topp 4 vinner och får en högre rating inför nästa match.[9]

### Globalt spelande
Hearthstone erbjuder spel i fyra geografiska regioner: Amerika, Europa, Asien och Kina. Spelarna kan endast spela mot och kommunicera med spelare i samma region. Spelarna placeras i en region som ungefär motsvarar det land de registrerat att de bor i, men kan även byta region genom Battle.net-klienten. Genom att göra detta kan man spela mot spelare i andra regioner. Eftersom varje region har separata spelarprofiler är det inte möjligt att överföra kort, guld, vänlistor eller annan information mellan regioner.

### Ljud
Spelets soundtrack komponerades av Peter McConnell och musiken till trailern komponerades av Jason Hayes. En del av musiken från Warcraft II återanvändes vid loading screens (med vintageeffekter), liksom ljudklippet ”Job’s done” från Warcraft III som hörs när en spelare inte kan utföra fler drag.

## Lansering
Hearthstone tillkännagavs vid Penny Arcade Expo i mars 2013, med stöd för Windows, Mac och iPad, och ett lanseringsdatum samma år. I augusti 2013 gick spelet in i en stängd betatestfas och fem månader senare i en öppen betatestfas.
Spelet släpptes sedan fullt ut den 11 mars 2014, och var då tillgängligt för operativsystemen Microsoft Windows och OS X. Den 2 april 2014 släpptes spelet till iPad.
I juli samma år släpptes spelets första expansion, Curse of Naxxramas.

## Mottagande
Överlag fick Hearthstone: Heroes of Warcraft positiva recensioner vid lanseringen, med ett snittbetyg på 87,57 % på GameRankings och 88 på Metacritic (baserat på ett dussintal recensioner från större datorspelsrecensenter). Spelet hyllades för sin enkelhet, speltempo och detaljrikedom, samtidigt som det är gratis att spela det. Kritik riktades dock mot att det inte gick att byta kort spelare emellan samt att det inte fanns någon sorts turneringsläge. Eurogamer gav spelet absoluta toppoäng (10/10) och noterade att spelet ”har karaktär och uppfinningsrikedom i överflöd, [det] livnär sig på och föder en levande gemenskap av spelare och underhållare, och det kommer endast att bli bättre allteftersom Blizzard introducerar nya element såsom en iPad-version och expansioner”. IGN och Game Informer gav båda ett något lägre betyg, 9/10, även om Justin Davis från IGN hyllade spelet för dess ”elegant enkla regler” och ”imponerande detaljrikedom och personlighet, och att den sanna möjligheten att spela helt gratis gör det enkelt att falla för dess charm och lycksaligt förlora sig i dess strategiska möjligheters djup”.

## Hearthstone som e-sport
Trots att utvecklarna har haft fokus på tillgänglighet och snabbtempospel har det redan hållits flera turneringar i Hearthstone. I november 2013 anordnade Blizzard en uppvisningsturnering kallad ”The Inkeeper’s Invitational”, i vilken flera välkända spelare deltog. Några av dessa var Dan ”Artosis” Stemkoski, Octavian ”Kripparian” Morosan, Jeffrey ”TrumpSC” Shih och den populäre streamaren och flerfaldiga World of Warcraft-arenasäsongsmästaren Byron ”Reckful” Bernstein. I december 2013 anordnade 2P Entertainment en stor turnering med en prispott på totalt 30 000 RMB (ca 33 000 SEK). I denna turnering deltog de bästa spelarna från Kinaregionen och de bästa från Amerikaregionen. I mars 2014 meddelade The eSports Association (TeSPA) att de skulle anordna en turnering för alla Nordamerikanska universitetsstudenter kallad the Collegiate Hearthstone Open, med en prispott om 5 000 USD i stipendier. Utöver detta anordnar Major League Gaming, ESL och the ZOTAC Cup regelbundet mindre hearthstoneturneringar i Nordamerika och Europa, med små eller inga prispotter riktade till vardagsspelare.
I april 2014 meddelade Blizzard att det första officiella världsmästerskapet i Hearthstone (”Hearthstone World Championship”) skulle äga rum på Blizzcon den 7–8 november samma år.
Under Dreamhack Summer 2014 i Sverige (en turnering med prispott på 25 000 USD) blev Hearthstone fokus för en kontrovers på grund av händelser i finalen som spelades mellan Jason ”Amaz” Chan och Dima ”RDU” Radu. I finalen fick Radu meddelande om Chans ”Hunter’s Mark”-kort, vilket eventuellt påverkade hans val i spelet därefter. Matchen fortsatte efter meddelandet, men först tvingades båda spelarna radera sina vänlistor så att ingen av dem kunde ta emot fler meddelanden. Matchen spelades inte om. Många fans ansåg att turneringsarrangören gjorde flera misstag, trots att Radu både hade stöd från arrangören och även Chan försvarade honom. Händelserna ledde till ökade krav på Blizzard att införa ett ”stör ej”-läge, vilket implementerades i samband med att expansionen Curse of Naxxramas släpptes.

## Expansioner
Fram till och med juli 2024 hade 28 expansioner släppts till Hearthstone, med sammanlagt tusentals nya kort. Även så kallade "core"-lanseringar har skett, då ytterligare kort lanserats.
| Expansion                     | Lanseringsdatum  | Antal kort |
| ----------------------------- | ---------------- | ---------- |
| Perils in Paradise            | 23 juli 2024     | 145        |
| Whizbang's Workshop           | 19 mars 2024     | 145        |
| Showdown in the Badlands      | 14 november 2023 | 183        |
| Titans                        | 1 augusti 2023   | 183        |
| Festival of Legends           | 11 april 2023    | 183        |
| March of the Lich King        | 7 december 2022  | 209        |
| Murder at Castle Nathria      | 2 augusti 2022   | 170        |
| Voyage to the Sunken City     | 12 april 2022    | 170        |
| Fractured in Alterac Valley   | 7 december 2021  | 170        |
| United in Stormwind           | 3 augusti 2021   | 170        |
| Forged in the Barrens         | 30 mars 2021     | 170        |
| Madness at the Darkmoon Faire | 17 november 2020 | 170        |
| Scholomance Academy           | 6 augusti 2020   | 135        |
| Ashes of Outland              | 7 april 2020     | 135        |
| Demon Hunter Initiate*        | 2 april 2020     | 20         |
| Galakrond's Awakening*        | 21 januari 2020  | 35         |
| Descent of Dragons            | 10 december 2019 | 140        |
| Saviors of Uldum              | 6 augusti 2019   | 135        |
| Rise of Shadows               | 9 april 2019     | 136        |
| Rastakhan's Rumble            | 4 december 2018  | 135        |
| The Boomsday Project          | 7 augusti 2018   | 136        |
| The Witchwood                 | 12 april 2018    | 135        |
| Kobolds and Catacombs         | 7 december 2017  | 135        |
| Knights of The Frozen Throne  | 10 augusti 2017  | 135        |
| Journey To Un'Goro            | 6 april 2017     | 135        |
| Mean Streets of Gadgetzan     | 1 december 2016  | 132        |
| One Night in Karazhan         | 11 augusti 2016  | 45         |
| Whispers of The Old Gods      | 26 april 2016    | 134        |
| League of Explorers*          | 12 november 2015 | 45         |
| The Grand Tournament          | 24 augusti 2015  | 132        |
| Blackrock Mountain*           | 2 april 2015     | 31         |
| Goblins vs. Gnomes            | 8 december 2014  | 123        |
| Curse of Naxxramas*           | 22 juli 2014     | 30         |

* Expansioner listade med en stjärna är så kallade singelspelaräventyr.